# 4005 Dyagilev
4005 Dyagilev eller 1972 TC2 är en asteroid i huvudbältet som upptäcktes den 8 oktober 1972 av den sovjetisk-ryska astronomen Ljudmila Zjuravljova vid Krims astrofysiska observatorium på Krim. Den har fått sitt namn efter Sergej Djagilev.
Asteroiden har en diameter på ungefär 7 kilometer.